# ヤマシロオニグモ
ヤマシロオニグモ（山城鬼蜘蛛）は、やや大型のオニグモ類の一つ。山野に普通に見られる。

## 特徴
ヤマシロオニグモNeoscona scylla Karsch)は、クモ目コガネグモ科ヒメオニグモ属のクモで、この属では大型のクモである。大きな円網を張る。
体長は雌で12-15mm。体色は変異が大きいが、典型的には黄褐色のクモである。頭胸部では頭部が特に濃い色になっている。腹部は前が幅広い卵形で、肩の隆起はなく、滑らかな形をしている。歩脚は目だったところはなく、オニグモのような強い刺はない。
腹部の模様には変異が大きい。普通は全体に黄褐色で、腹部中央から後方に左右に並模様が入って内側が色濃くなる、いわゆる葉状紋が焦げ茶に出て、その周辺が薄い色になって斑紋が浮き出る。しかし薄い色の部分が大きくて全体にまだらになる例や全体に暗い色になる例、逆に全体に明るい色で斑紋がほとんど見えない例などある。全く違って見えるものもある。全体に褐色で前方中央に白斑が浮くものをセジロ型、あるいは逆に全体が白っぽくて葉状紋がなく、中央後方に褐色の斑紋を残すものをアトグロ型と言う。腹面では中央やや後方に一対の白斑があるのが特徴となっている。

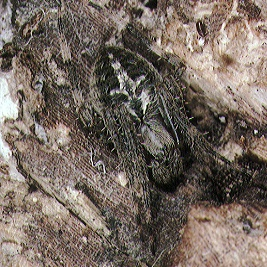
体色が濃い例
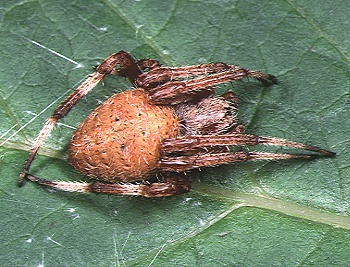
体色が淡い例
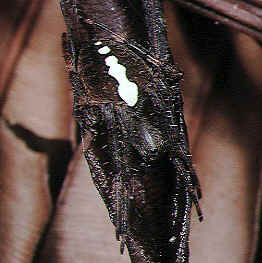
セジロ型
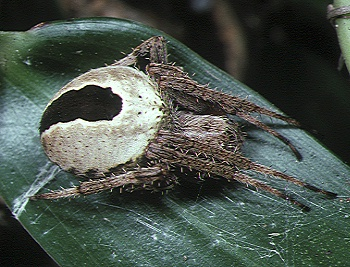
アトグロ型

雄は8-10mm、全体に雌に似るが一回り小さい。特に足が長く見える。

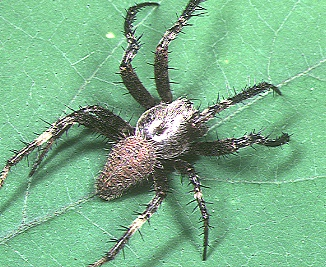
雄成虫

## 習性
大柄な円網を垂直に張り、その中央に止まっているのがよく見られる。大柄な円網を張るクモの多くは夜間のみ網を張り、昼間も網を張っていても片隅に隠れていて昼間は姿を見せないものが多いから、昼間も網の上に見られる大きな円網のクモという範囲では、最もよく見られるクモと言っていいだろう。ただし網の枠糸の端に身を潜める場合もある。

## 生活史
年一化性で、7-9月に成熟する。

## 分布
日本ではほぼ全土に見られる。山野にはごく普通で、森林内、林縁、道端にも見られる。自然の多いところでは人家周辺にも見られるが、あまり人為的な環境には出現しない。

## 類似種
近縁の種ではヤスダオニグモ N. multiplicans (Chamberlin)　があり、外性器などで区別できるが、見かけはよく似ている。ただしこの種は日本では対馬と島根県からのみ知られる。コゲチャオニグモ(N. punctigera)は比較的よく見かけられ、形も似ているが、普通はほとんど斑紋がない。また、普通は夜間だけ網を張る。トカラ列島以南に分布するアカアシオニグモ N. vigilans (Blackwall) もよく似ているが、やや歩脚の色の濃い部分がはっきりしている。いずれにしても、生殖器では明確に異なっている。
オニグモ類の大型から中型のものは他にも数多い。その多くが腹部の肩状突起をもち、この種にはこれが無いことで区別できる。
同属の普通種で昼間も見かけるものとしてはサツマノミダマシ(N. scylloides)やドヨウオニグモ(N. doenitzi)などが普通種だが、いずれも一回り小型で、特徴がはっきりしているので混同することはない。